# 왕경 (수호전)
왕경(王慶)은 중국의 사대기서(四大奇書) 중 하나인 《수호전》(水滸傳)에 등장하는 인물이다. 회서(淮西) 지방에 발발한 반란의 지도자로, 송나라의 4대 도적(송강, 전호, 왕경, 방랍) 중 한 명이다. 신장 7척의 미남이기도 하며 창술과 봉술에 뛰어난 기량을 지녔다. 양산박의 호걸들이 조정에 귀순한 뒤, 요나라를 꺾고 하북(河北)의 전호마저 멸망시킨 뒤, 이어서 조정으로부터 왕경 토벌의 칙명을 받음으로써 왕경과 전쟁을 벌이게 된다.
전호 토벌과 마찬가지로 이 왕경 토벌도 120회본에서 추가된 이야기로 101회부터 110회에 걸쳐 이야기되는데, 그 절반인 105회까지는 왕경이 반란을 일으켜 현재에 이르기까지의 경위를 상세히 기록하고 있으며, 다른 4대 도적인 전호나 방랍과는 달리 매우 깊이 왕경에 대해 설명하였다.

## 생애
왕경은 동경 개봉부의 부호인 왕획(王砉)의 외아들로 태어났다. 관공서와 결탁해 선량한 백성을 모함하여 부호가 된 아버지의 피를 이어받았으며, 더구나 외동이라 부모에게 응석받이로 자라 성인이 될 무렵에는 왕획 부부조차 감당하기 어려운 방탕자로 자란다. 부모의 충고도 듣지 않고 술을 마시며 방탕한 삶을 거듭하는 왕경 때문에 부유했던 집안도 불과 6년 만에 가세가 기울게되고, 놀러 다닐 수만은 없게 되자 그나마 가지고 있던 무예 실력으로 동경개봉부의 부배군(副排軍)의 자리를 얻게 된다.
그러던 어느 날 일을 마친 왕경은 놀러갔던 옥진포(玉津圃)에서 동관의 동생인 동세(童貰)의 딸이자 채경의 손자(채경의 장남인 채정의 아들)의 약혼녀인 교수(嬌秀)를 만나 서로 첫눈에 반하게 된다. 교수가 주선하여 교수와 밀통을 하게된 왕경은 3개월 후에 술에 취해 스스로 입을 놀려 정배군(正排軍) 장빈(張斌)에게 모든 것을 말해 버렸고, 왕경과 교수 사이의 밀통은 순식간에 세상에 알려지고 만다. 당연히 이 소문은 교수를 자신의 수양딸로 삼아 채경의 일족과 혼인을 추진하려던 동관의 귀에 들어가 버리고, 격노한 동관은 왕경에게 모반의 누명을 씌어 섬주(陝州)로 유배형을 받게 한다.
왕경의 오만불손한 성격은 고쳐지지 않아 망동진(邙東鎭)의 저잣거리에서 우연히 보게된 남자(유배지 섬주의 전옥인 장세개의 처남인 방원)의 봉술에 코웃음을 치고, 왕경에게 분노한 방원과 대결하는데 왕경은 목에 칼을 찬 상태에서 방원을 압도한다. 그 광경을 지켜보던 공가촌의 공단(龔端), 공정(龔正) 형제의 무술 스승이 되는데 공씨 형제와 노름판에서 싸웠던 황달(黄達)이 찾아오자 황달마저 때려눕힌다. 이후 공씨 형제에게 창봉 쓰는 법을 전수해주다가 황달이 관공서에 고소했다는 소문을 듣고 공가촌을 떠나 유배지인 섬주로 떠난다.
유배지인 섬주에서는 전옥인 장세개(張世開)에게 미리 공정이 뇌물을 주었기 때문에 목의 칼을 푸는 것이 허용되었고, '살위봉(殺威棒)'으로 불리는 입옥 시 행해지는 몽둥이도 면제된다. 그러나 두 달이 지난 뒤 장세개는 항동진에서 왕경에게 망신을 당한 처남 방원의 앙갚음을 하려고 점차 왕경에게 집요하고 음흉한 보복을 하게 된다. 그 처사에 분노한 왕경은 마침내 보복을 결심하고, 왕경은 방에서 장세개와 방원이 자신을 괴롭힐 얘기를 하는 것을 듣다가 화장실에 가려고 방에서 나온 장세개를 살해하고, 이어 방원도 살해한다. 그리고 그날 밤 사이에 섬주의 감옥에서 탈출한다.
이후 도망치다 방주(房州)에서 옥리(獄吏)로 근무하고 있는 사촌 형 범전(范全)과 우연히 마주치게 되고 범전은 안도전에게 배운 방법으로 죄인의 증표인 문신을 지워주고, 이름도 '이덕(李德)'을 쓰게 해 왕경은 방주에서 은둔 생활을 하게 되었다. 이윽고 관헌의 추적이 느슨해지면서 왕경은 방주의 실세인 단대공의 단가장(段家莊)에서 노름을 하다가 단가장의 단이(段二), 단오(段五)와 시비가 붙는다. 이때 소란을 듣고 달려온 단이, 단오의 여동생인 단삼랑(段三娘)과 대결해 싸움을 벌이는데 이것이 인연이 되어 단삼랑이 왕경에게 반하게 되고, 점쟁이 이조(李助)의 주선으로 단삼랑과 부부가 되어 단가장의 사위가 되었다.
그러나 혼례날 밤, 황달이 왕경의 행적을 조사하여, 왕경뿐만 아니라 왕경을 숨겨준 범전과 단가장까지도 관공서에 고발했기 때문에 관병의 추격을 피하기 위해 왕경 등은 이조의 권유로 이조의 지인이기도 한 요립(廖立)이라는 도적이 수령으로 있는 방산(房山)으로 도망친다. 그러나 요립은 왕경의 무예 실력이 남다른 것을 보고, 더욱이 그 배후에 단씨 일족이 붙어 있어 산채의 실권을 그들에게 빼앗길까봐 왕경 등의 입산을 거부한다. 방산이 요립 한 사람에게 지배당하고 있는 것을 본 왕경은 즉시 요립을 살해하고 방산의 세력을 자신의 지배하에 두었다.
얼마 지나지 않아 방산으로 쳐들어온 방주의 관군을 돌려보내고, 그 후에도 여러 차례 쳐들어온 토벌군을 격퇴한다. 그 사이 방산의 세력은 날이 갈수록 늘어나 점차 관군의 세력을 압도해 간다. 이윽고 역으로 노략질을 하게 된 왕경은 방주의 지사 장고행(張顧行)을 살해하고 방주 전체를 점령한다. 부패한 관군은 왕경이 이끄는 반란군의 적수가 되지 않았고, 이후에도 계속 왕경은 자신의 세력을 확장한다. 남풍, 형남, 산남, 운안, 안덕, 동천, 완주, 서경 8군주와 그 관하 86현을 점령하기에 이르자 문무백관을 친히 임명, 국호를 초(楚)나라로 정하고 조정으로부터의 독립을 선언했으며 스스로는 초왕(楚王)을 참칭하였다.
그러나 조정의 칙명을 받고 송강을 수령으로 하는 양산박군이 쳐들어오자 열세를 면치 못하고 유민(劉敏)이 지키는 완주, 단이(段二)가 지키는 산남, 공단(龔端)이 지키는 서경이 잇따라 함락된다. 형남을 지키는 조카 이회(李懷)로부터 급보를 받은 이조에게 양산박군의 진격 소식을 듣고 분노한 왕경은 양산박군을 요격하기 위해 수하들을 여러 차례 보내지만 패배가 되풀이되고, 마침내 왕경군의 본거지인 남풍에까지 양산박군이 쳐들어온다. 여기서 왕경은 스스로 대군을 이끌고 양산박군과 결전을 벌이지만 양산박이 자랑하는 구궁팔괘진 앞에 대패를 당하고 만다. 패주하면서 따라다니던 부하들도 점차 줄어들어 결국 얼마 안 되는 병사들을 이끌고 청강(淸江)의 강둑으로 가는데 달아나려고 올라탄 어선에서 어부 행세를 하던 양산박의 이준과 동위의 손에 끝내 사로잡히고 만다. 포박당한 왕경은 동경 개봉부로 보내져 본보기로 능지형(凌遲刑)에 처해 세상을 떠난다.

## 같이 보기
- 수호전
- 이조
- 단삼랑
- 구멸
- 미생
- 유민